# Umm Salal Stadium
Le Umm Salal Stadium (en arabe : ملعب أم صلال) est un des stades choisis par le Qatar pour accueillir les matches de la Coupe du monde 2022.